# Porogobius schlegelii
Porogobius schlegelii är en fiskart som först beskrevs av Günther, 1861.  Porogobius schlegelii ingår i släktet Porogobius och familjen smörbultsfiskar. Inga underarter finns listade i Catalogue of Life.